# Nastradamus
Nastradamus is het vierde studioalbum van de Amerikaanse rapper Nas. Het album kwam binnen op een zevende plek in de Billboard 200 en werd in de eerste week na de release 232.000 keer verkocht.

## Tracklist
| 1.                 | The Prediction                           | Rich Nice                                              | 1:19 |
| 2.                 | Life We Chose                            | L.E.S.                                                 | 4:08 |
| 3.                 | Nastradamus                              | L.E.S.                                                 | 4:11 |
| 4.                 | Some of Us Have Angels                   | Dame Grease                                            | 4:15 |
| 5.                 | Project Windows (featuring Ronald Isley) | Nashiem Myrick & Carlos "6 July" Broady for The Hitmen | 4:55 |
| 6.                 | Come Get Me                              | DJ Premier                                             | 5:31 |
| 7.                 | Shoot 'Em Up                             | Havoc                                                  | 2:53 |
| 8.                 | Last Words (featuring Nashawn)           | L.E.S.                                                 | 5:31 |
| 9.                 | Family (featuring Mobb Deep)             | Dame Grease                                            | 5:16 |
| 10.                | God Love Us                              | Dame Grease                                            | 4:37 |
| 11.                | Quiet Niggas (featuring Bravehearts)     | Dame Grease                                            | 4:57 |
| 12.                | Big Girl                                 | L.E.S.                                                 | 4:19 |
| 13.                | New World                                | L.E.S.                                                 | 4:00 |
| 14.                | You Owe Me (featuring Ginuwine)          | Timbaland                                              | 4:47 |
| 15.                | The Outcome                              | Rich Nice                                              | 1:54 |
| Totale duur: 62:33 |                                          |                                                        |      |